# Vlag van Kruibeke
De vlag van Kruibeke werd door de gemeenteraad op 2 september 1987 officieel vastgesteld als de gemeentelijke vlag van de Oost-Vlaamse gemeente Kruibeke. Op 17 november 1987 werd hij door het Bestuur van Vlaanderen bevestigd en uiteindelijk gepubliceerd op 16 september 1988 in het officiële Belgisch Staatsblad.
Officieel wordt de vlag beschreven als:
Twee even hoge banen van rood en van wit, met op het rood een witte uitkomende eenhoorn
De vlag is gebaseerd op het gemeentewapen, waarbij de eenhoorn van de top van het wapen naar het rode veld van de vlag is verplaatst.
In 2025 is Kruibeke samen met Beveren en Zwijndrecht opgegaan in de gemeente Beveren-Kruibeke-Zwijndrecht. De vlag is daardoor als gemeentevlag komen te vervallen.

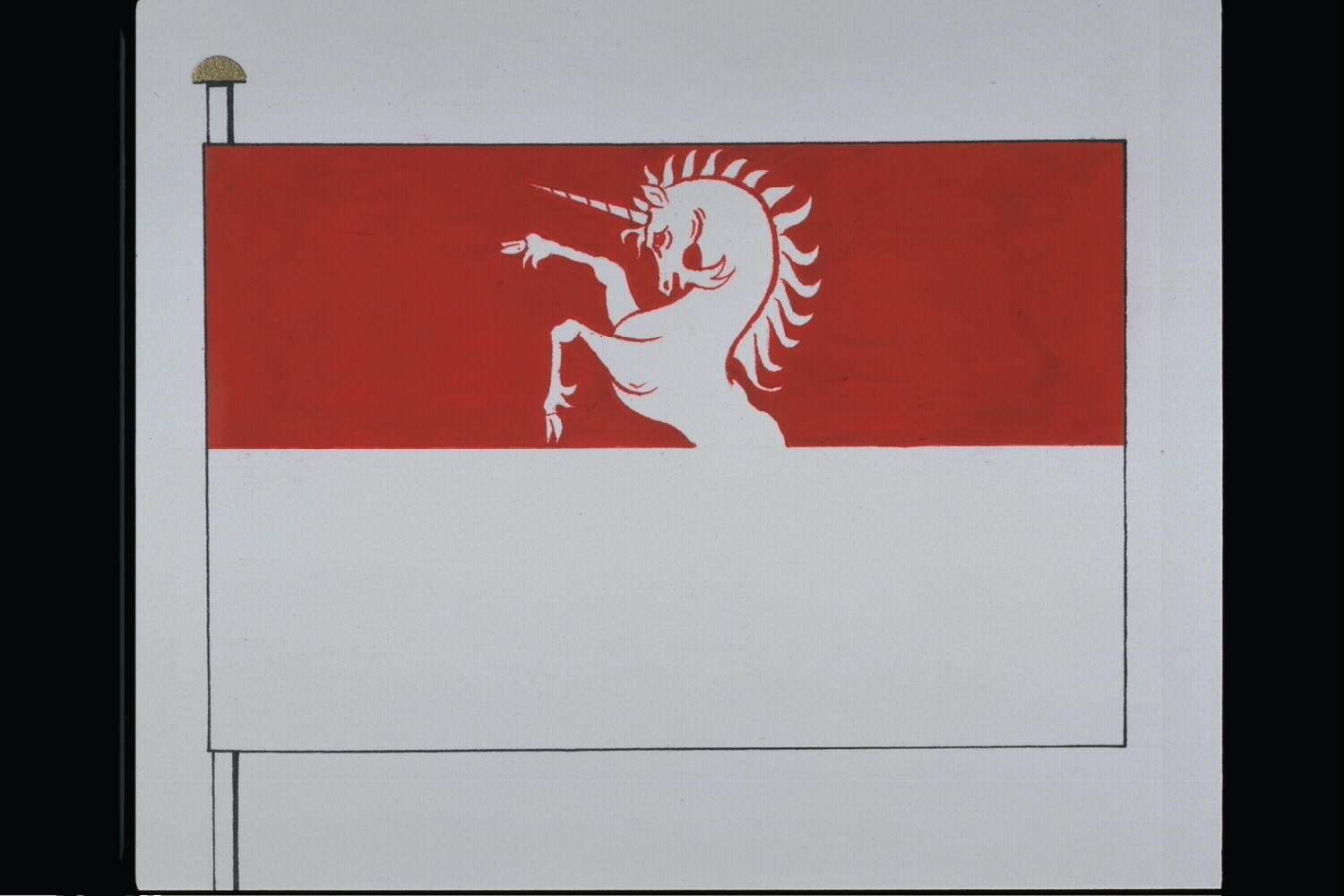
De officiële tekening van de vlag

## Eerdere vlaggen
Voor de fusie van 1977 was de vlag twee verticale banen van groen-wit, waar de kleuren van het oude wapen komt.
De voormalige gemeenten Bazel, Rupelmonde en Steendorp was de vlag twee verticale banen van blauw-geel. De kleuren van de vlag waren ontleend aan die van het oude wapens.

De vlag van de voormalige gemeente Kruibeke
Het oude wapen van Kruibeke
De vlag van de voormalige gemeenten Bazel, Rupelmonde en Steendorp
Het wapen van Bazel
Het wapen van Rupelmonde
Het wapen van Steendorp